# Мале Муне
Мале Муне су насељено место у саставу општине Матуљи у Приморско-горанској жупанији, Република Хрватска.

## Историја
До територијалне реорганизације у Хрватској насеље се налазило у саставу старе општине Опатија.

## Становништво
На попису становништва 2011. године, Мале Муне су имале 103 становника.